# Virum
Virum est une localité située dans la municipalité de Lyngby-Taarbæk, dans la région de Hovedstaden au Danemark, à environ 15 km au nord de Copenhague.

## Personnalités liées à la commune
- Thomas Kristensen (1983-), footballeur danois né à Virum.
- Elias Jelert (2003-), footballeur danois né à Virum.

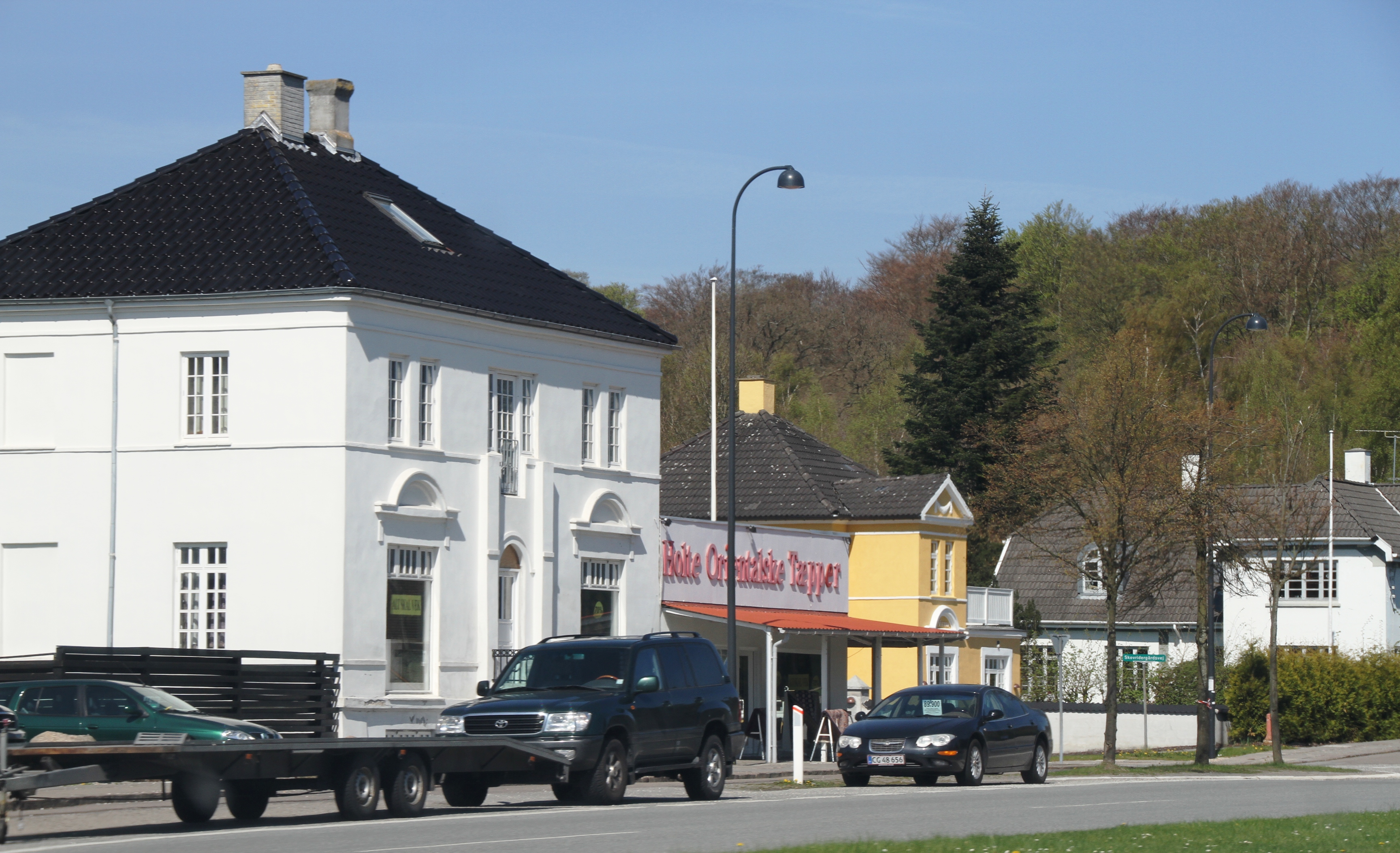
Vue de Virum en 2012